# Вилхелм Йохансен
Вилхелм Йохансен (3 февруари 1857 – 11 ноември 1927 г.) е датски ботаник, физиолог и генетик.
Роден е в Копенхаген. Макар и много млад, чиракува на фармацевт и работи в Дания и Германия от 1872 г. до полагане на изпита за фармацевт през 1879 година.
През 1881 г. става асистент в химическия факултет на Карлсбергската лаборатория при химика Йохан Келдел. Йохансен изучава метаболизма при латентност и кълняемостта на семена, клубени и пъпки. Показва, че латентността може да бъде прекъсната от различни антисептици като диетилов етер и хлороформ.
През 1892 г. е назначен за преподавател в Кралския ветеринарен и селскостопански университет, а по-късно става професор по физиология на растенията и ботаниката. Там преподава физиология на растенията.
През 1905 г. Йохансен е назначен за професор по физиология на растенията в Копенхагенския университет.
Неговото най-известно проучване е относно така наречените чисти линии самоопрашващ се фасул. Той показва, че дори в популациите, хомозиготни по всички черти, т.е. без генетична вариация, семената се разпределят по размер, следвайки нормалното разпределение. Това се дължи на ресурсното осигуряване на майчиното растение, както и на позицията на семената в шушулката и на шушулките на растението. Това го подтиква да въведе термините фенотип и генотип.
Неговите открития го карат да се противопостави на съвременните дарвинисти, най-вече на Франсис Галтън и на Карл Пиърсън, който настоява, че появата на нормално разпределени вариации на признаците в групите е доказателство за постепенна генетична вариация, която може да бъде манипулирана чрез селекция.